# Remollon
Remollon est une commune française située dans le département des Hautes-Alpes en région Provence-Alpes-Côte d'Azur.

## Géographie

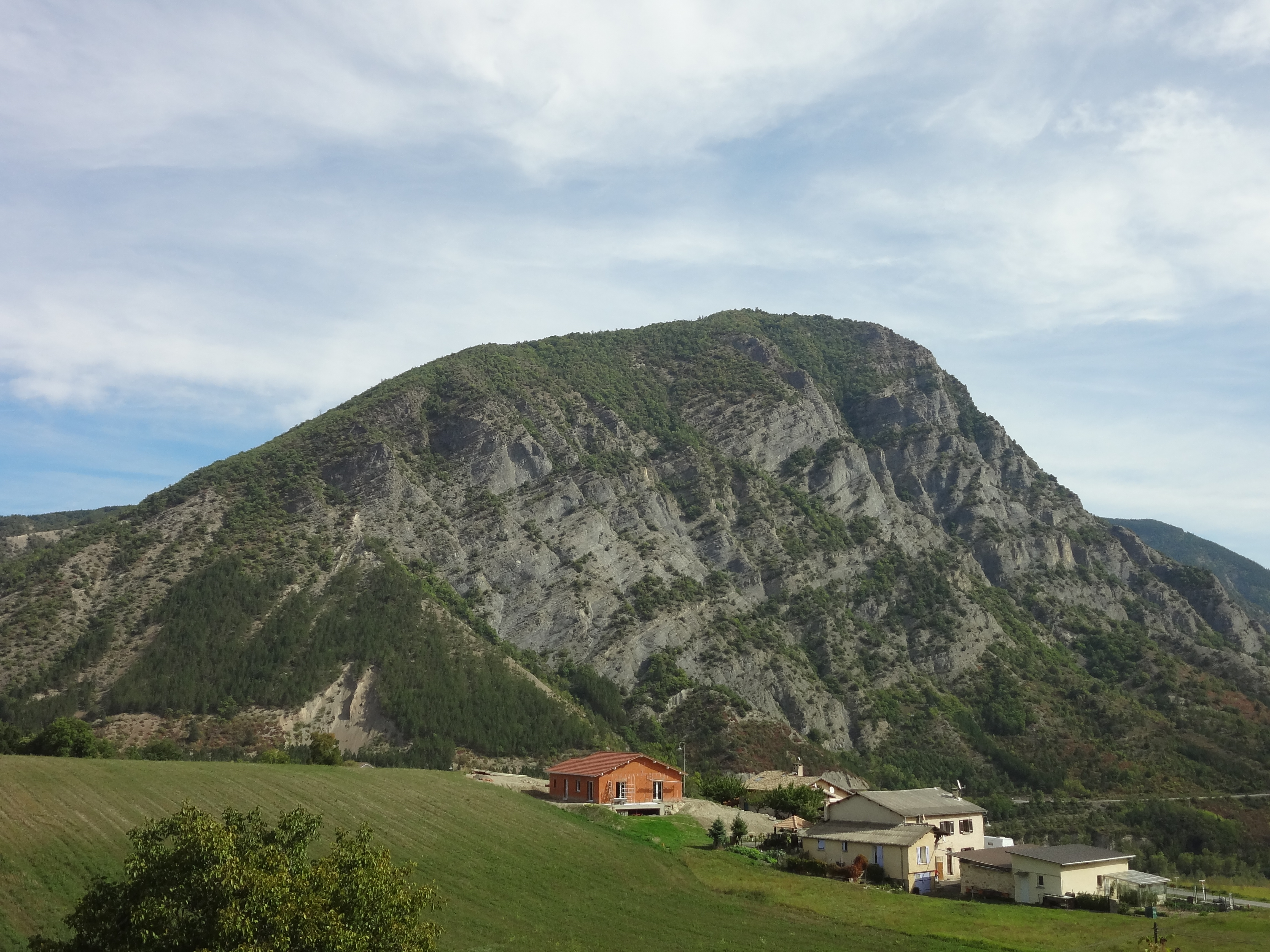
La montagne Saint-Maurice (1410 m) domine le village.

### Localisation
Le village de Remollon est situé sur la rive droite de la vallée de la Durance, un peu en aval du barrage de Serre-Ponçon. Il a été établi sur un promontoire (altitude 670 m), au milieu de coteaux situés à l'adret de la vallée, et assez favorables à la culture de la vigne. Au pied du village s'étend une vaste plaine de « conquêtes » gagnées sur le lit de la Durance grâce à de grands travaux d'endiguement et à la construction du barrage de Serre-Ponçon, tous ouvrages qui ont contribué à domestiquer une rivière connue auparavant comme l'une des plus dévastatrices du pays par l'ampleur de ses crues. Cette zone agricole, très propice à l'arboriculture du fait du climat, de la nature du terrain et de l'altitude moyenne, constitue à présent l'une des ressources principales du village.
Le climat de la région est similaire à celui de la Haute-Provence côté ensoleillement. En revanche, il subit quelques influences alpines dues à la situation de moyenne montagne. Il est caractérisé par un ensoleillement important en toutes saisons (grâce à l'influence du mistral[réf. nécessaire]), un temps généralement sec, avec peu de neige en hiver et des températures diurnes plutôt élevées en été, rafraîchies le soir et la nuit par des vents de vallée descendus des hautes montagnes de l'amont.
Cinq communes sont limitrophes de Remollon : Rochebrune, Saint-Étienne-le-Laus, Théus et Valserres dans les Hautes-Alpes et Piégut dans le département voisin des Alpes-de-Haute-Provence.
| Valserres                        | Saint-Étienne-le-Laus | Théus      |
|                                  | Remollon              |            |
| Piégut (Alpes-de-Haute-Provence) |                       | Rochebrune |

Elle est située à 12,1 km au sud-ouest du bureau centralisateur de canton Chorges et à 12,4 km au sud-est du chef-lieu du département Gap.

### Hydrographie
La commune est bordée au sud par la Durance.

### Transports
L'autoroute A51, en direction de Sisteron et de Marseille, est accessible vers l'ouest.
Le village est traversé par la route départementale 900b, sur l'axe reliant Gap à Barcelonnette, mais aussi par deux autres départementales.
À l'ouest, la D 942a permet de rejoindre Valserres ; à l'est, la D 53 continue vers Théus.

### Climat
Pour des articles plus généraux, voir Climat de Provence-Alpes-Côte d'Azur et Climat des Hautes-Alpes.
En 2010, le climat de la commune est de type climat méditerranéen altéré, selon une étude du Centre national de la recherche scientifique s'appuyant sur une série de données couvrant la période 1971-2000. En 2020, Météo-France publie une typologie des climats de la France métropolitaine dans laquelle la commune est exposée à un climat de montagne ou de marges de montagne et est dans la région climatique Alpes du sud, caractérisée par une pluviométrie annuelle de 850 à 1 000 mm, minimale en été.
Pour la période 1971-2000, la température annuelle moyenne est de 10,3 °C, avec une amplitude thermique annuelle de 18,3 °C. Le cumul annuel moyen de précipitations est de 934 mm, avec 7,6 jours de précipitations en janvier et 5,3 jours en juillet. Pour la période 1991-2020, la température moyenne annuelle observée sur la station météorologique de Météo-France la plus proche, « Turriers », sur la commune de Turriers à 7 km à vol d'oiseau, est de 10,6 °C et le cumul annuel moyen de précipitations est de 795,7 mm. 
La température maximale relevée sur cette station est de 40 °C, atteinte le 23 août 2023 ; la température minimale est de −17 °C, atteinte le 1er février 2010,,.
Les paramètres climatiques de la commune ont été estimés pour le milieu du siècle (2041-2070) selon différents scénarios d'émission de gaz à effet de serre à partir des nouvelles projections climatiques de référence DRIAS-2020. Ils sont consultables sur un site dédié publié par Météo-France en novembre 2022.

## Urbanisme

### Typologie
Au 1er janvier 2024, Remollon est catégorisée commune rurale à habitat dispersé, selon la nouvelle grille communale de densité à 7 niveaux définie par l'Insee en 2022.
Elle est située hors unité urbaine. Par ailleurs la commune fait partie de l'aire d'attraction de Gap, dont elle est une commune de la couronne,. Cette aire, qui regroupe 73 communes, est catégorisée dans les aires de 50 000 à moins de 200 000 habitants,.

### Occupation des sols
L'occupation des sols de la commune, telle qu'elle ressort de la base de données européenne d’occupation biophysique des sols Corine Land Cover (CLC), est marquée par l'importance des forêts et milieux semi-naturels (60,5 % en 2018), en augmentation par rapport à 1990 (59,2 %). La répartition détaillée en 2018 est la suivante : 
forêts (25,9 %), espaces ouverts, sans ou avec peu de végétation (20 %), cultures permanentes (17 %), zones agricoles hétérogènes (16,4 %), milieux à végétation arbustive et/ou herbacée (14,6 %), zones urbanisées (4,2 %), prairies (1,9 %).
L'évolution de l’occupation des sols de la commune et de ses infrastructures peut être observée sur les différentes représentations cartographiques du territoire : la carte de Cassini (XVIIIe siècle), la carte d'état-major (1820-1866) et les cartes ou photos aériennes de l'IGN pour la période actuelle (1950 à aujourd'hui).

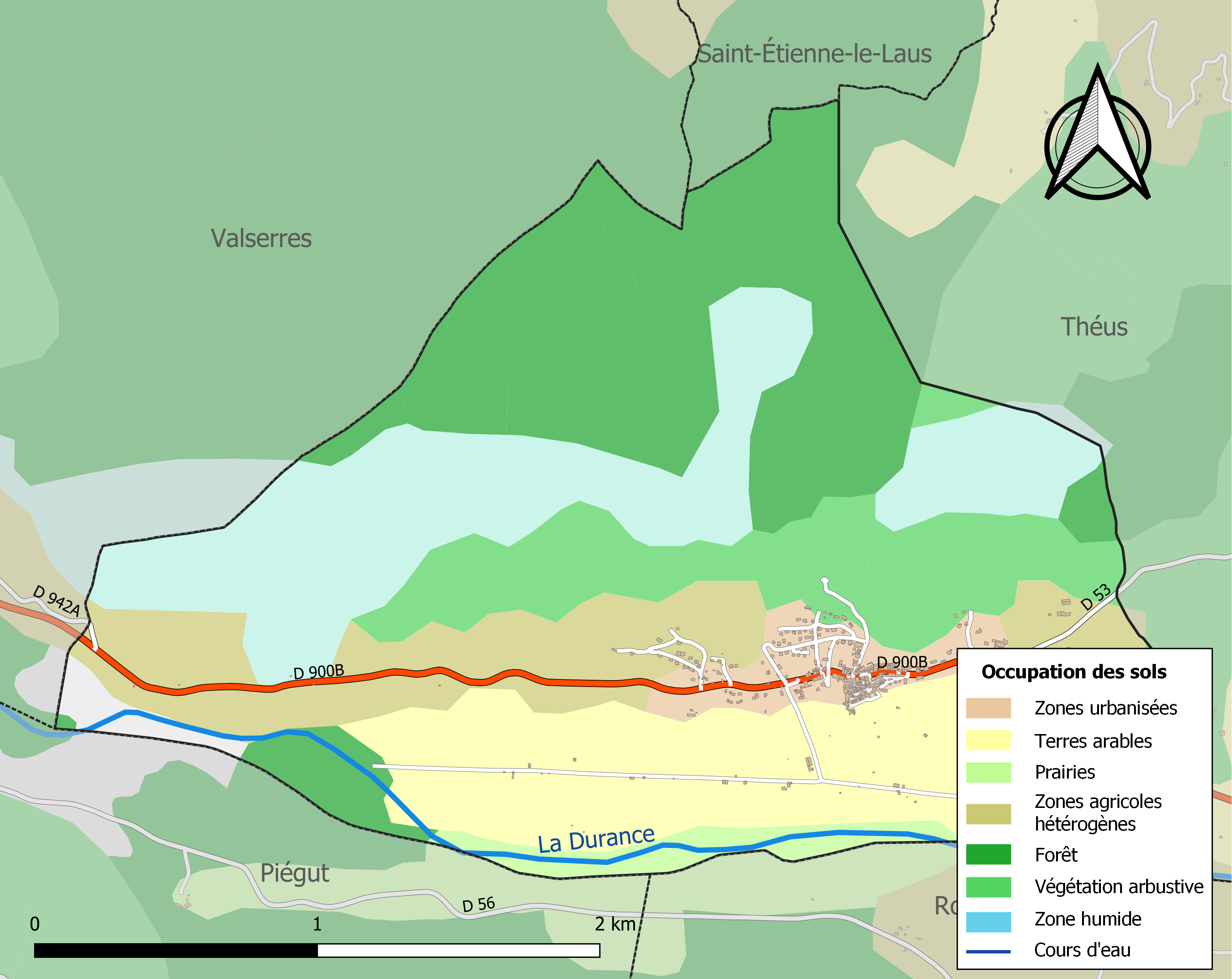
Carte de l'occupation des sols de la commune en 2018 (CLC).

### Risques naturels et technologiques
En termes de risque sismique, la commune est en zone de sismicité moyenne (niveau 4) selon la classification probabiliste en vigueur depuis le 1er mai 2011. Elle est, en outre, soumise à quatre autres risques :
- feu de forêt ;
- inondation ;
- mouvement de terrain (éboulement et chutes de pierres, glissement de terrain et tassements différentiels) ;
- rupture de barrage : la commune serait alors inondée en cas de rupture du barrage de Serre-Ponçon[17].

Remollon n'a pas encore de plan de prévention des risques (PPR) ; en revanche, le DICRIM existe depuis 2013.

## Toponymie
Le nom de la localité est attesté sous la forme latine  Rumulonum en 1152; Remolonum en 1176.
Remolon en occitan.

## Histoire
Un bac permettant de traverser la Durance existe de 1735 à 1830.
Un pont suspendu est construit en 1829 : il est emporté par la crue millénale de 1843, et sa reconstruction s’achève en 1848.

## Politique et administration

### Liste des maires
| Période                                  | Période  | Identité              | Étiquette | Qualité                                                         |
| ---------------------------------------- | -------- | --------------------- | --------- | --------------------------------------------------------------- |
| Les données manquantes sont à compléter. |          |                       |           |                                                                 |
| mars 1983                                | En cours | Elisabeth Clauzier    | PRG       | Agriculteur retraité Conseiller général (1998-2015)             |
| mars 2014                                | mai 2020 | Bernard Allard-Latour |           | Retraité agricole                                               |
| mai 2020                                 | En cours | Elisabeth Clauzier,   |           | Profession intermédiaire administrative de la fonction publique |

### Intercommunalité
Remollon fait partie:
- de 1995 à 2017, de la communauté de communes du Pays de Serre-Ponçon ;
- À partir du 1er janvier 2017, de la communauté de communes Serre-Ponçon Val d'Avance[24].

## Population et société

### Démographie
L'évolution du nombre d'habitants est connue à travers les recensements de la population effectués dans la commune depuis 1793. Pour les communes de moins de 10 000 habitants, une enquête de recensement portant sur toute la population est réalisée tous les cinq ans, les populations de référence des années intermédiaires étant quant à elles estimées par interpolation ou extrapolation. Pour la commune, le premier recensement exhaustif entrant dans le cadre du nouveau dispositif a été réalisé en 2005.

En 2022, la commune comptait 467 habitants, en évolution de +5,9 % par rapport à 2016 (Hautes-Alpes : +0,4 %, France hors Mayotte : +2,11 %).
| 1793 | 1800 | 1806 | 1821 | 1831 | 1836 | 1841 | 1846 | 1851 |
| ---- | ---- | ---- | ---- | ---- | ---- | ---- | ---- | ---- |
| 412  | 505  | 490  | 450  | 583  | 617  | 605  | 603  | 572  |

| 1856 | 1861 | 1866 | 1872 | 1876 | 1881 | 1886 | 1891 | 1896 |
| ---- | ---- | ---- | ---- | ---- | ---- | ---- | ---- | ---- |
| 631  | 662  | 690  | 653  | 641  | 659  | 672  | 599  | 603  |

| 1901 | 1906 | 1911 | 1921 | 1926 | 1931 | 1936 | 1946 | 1954 |
| ---- | ---- | ---- | ---- | ---- | ---- | ---- | ---- | ---- |
| 507  | 501  | 502  | 360  | 362  | 368  | 326  | 331  | 385  |

| 1962 | 1968 | 1975 | 1982 | 1990 | 1999 | 2005 | 2006 | 2010 |
| ---- | ---- | ---- | ---- | ---- | ---- | ---- | ---- | ---- |
| 399  | 295  | 259  | 278  | 332  | 398  | 420  | 422  | 431  |

| 2015 | 2020 | 2022 | - | - | - | - | - | - |
| ---- | ---- | ---- | - | - | - | - | - | - |
| 434  | 458  | 467  | - | - | - | - | - | - |

## Économie

### Agriculture
- Agriculture : vignoble et principalement l'arboriculture, avec d'importants vergers de pommiers et poiriers dans la plaine de la Durance, et de pêchers dans les coteaux.

### Secteur secondaire

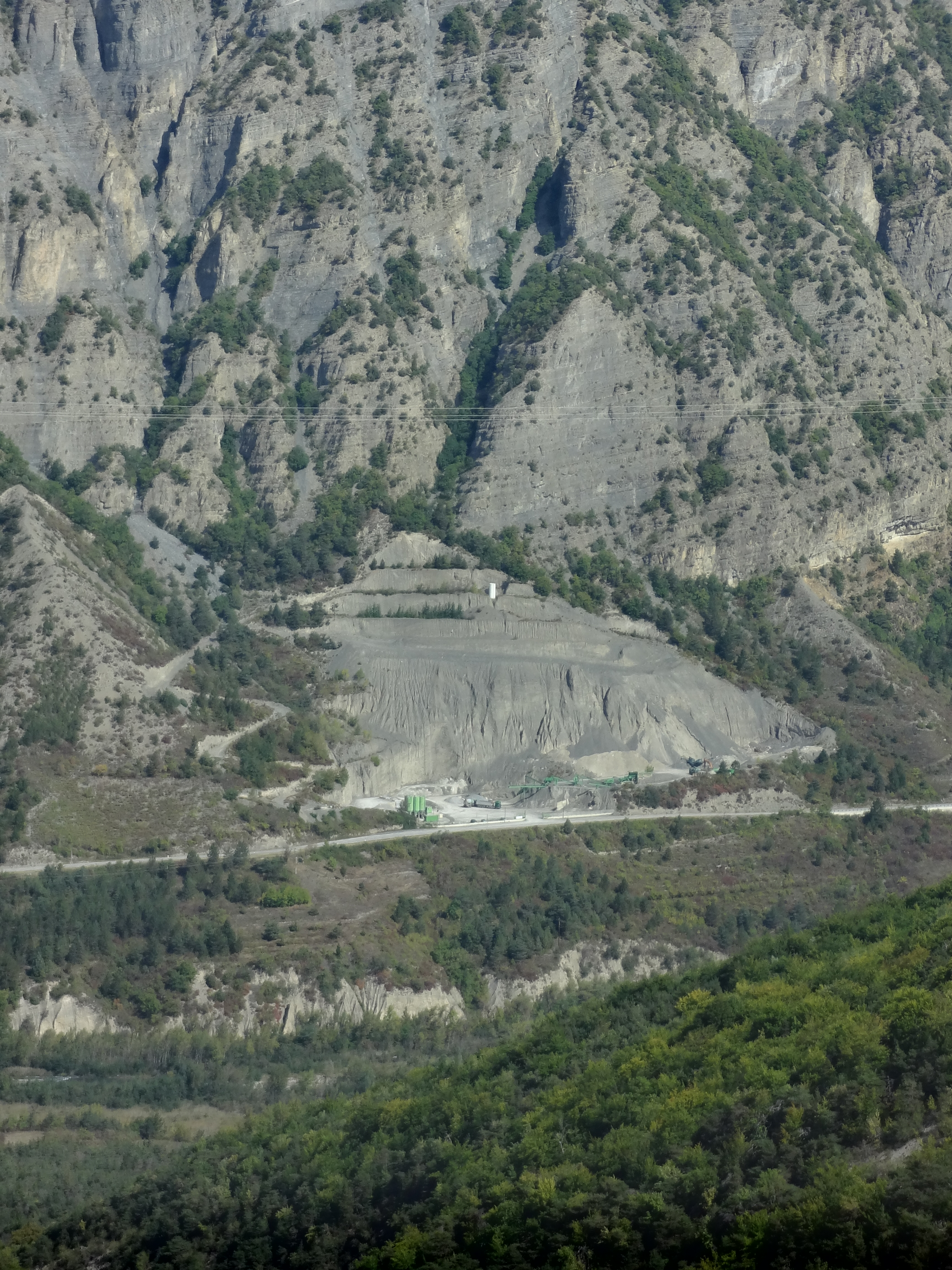
La carrière.

Une carrière est implantée au pied de la montagne Saint-Maurice.
- Artisanat : plâtre, mécanique automobile, travaux publics, carrière, ramonage, menuiserie.

### Activités de services
La base permanente des équipements de 2014 recense trois commerces : un supermarché, une librairie-papeterie ou vendeur de journaux, ainsi qu'une station-service. En outre, la commune possède un hôtel-restaurant et un autre commerce propose la vente directe de fruits et de vin par les producteurs.
- Services : salon de coiffure, taxi, transports de marchandises.

## Culture locale et patrimoine

### Lieux et monuments
- Le village est situé en bordure du dôme de Remollon, une formation géologique rare provoquée par une remontée des roches cristallines qui a soulevé l'épais plateau de roches sédimentaires qui les recouvraient, donnant l'aspect hémisphérique qui a donné ce nom de dôme à l'ensemble. Cette formation a été coupée transversalement dans le sens est-ouest par les glaciers et la Durance, et dans le sens nord-sud par des torrents affluents très actifs, principalement celui de Vallauria au nord, et de Rochebrune au sud, ce qui explique les hautes falaises de roches sédimentaires des versants donnant sur la vallée de la Durance. La roche cristalline est particulièrement visible sur le site de la chapelle Notre-Dame de Clémence, perchée sur un piton (voir ci-dessous) d'où on jouit d'une vue remarquable sur la vallée, ses imposants vergers, et le village.

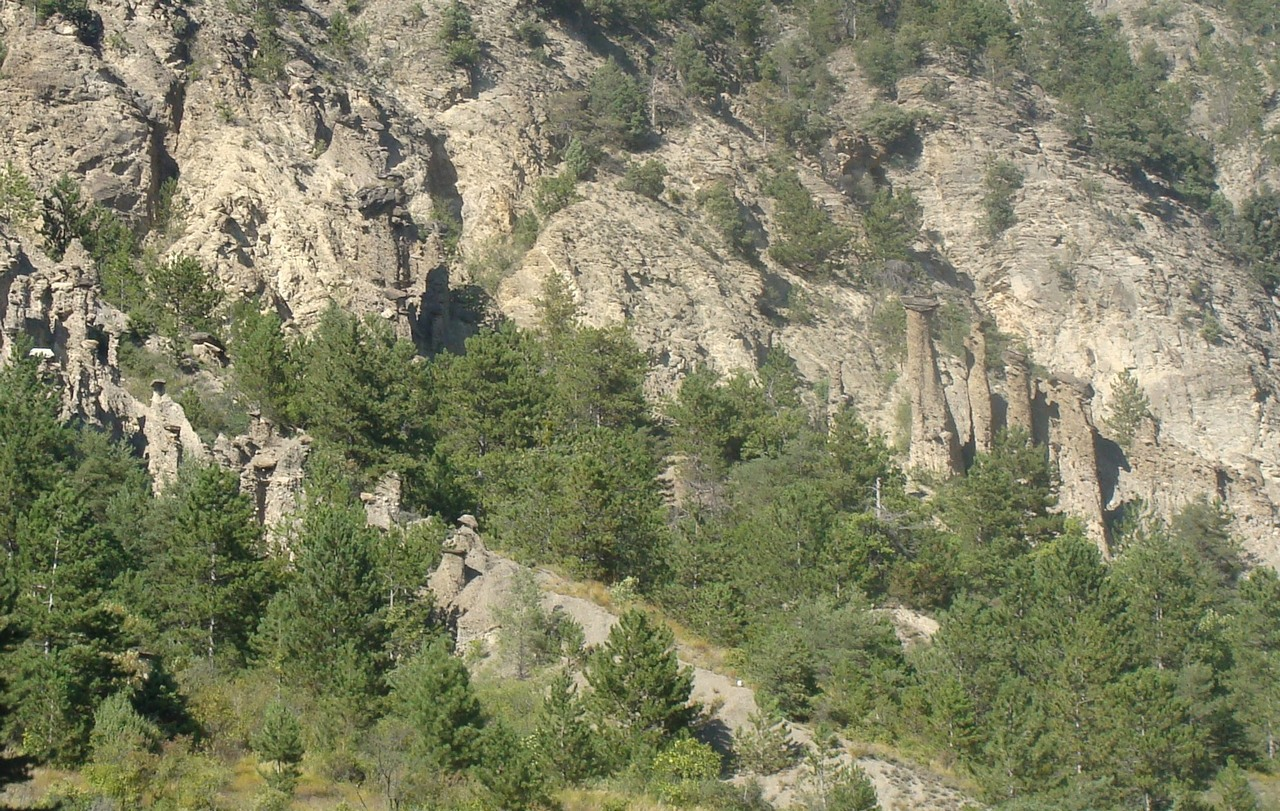
Une vue des « demoiselles coiffées ».

- Lors de leur retrait, les glaciers qui occupaient la vallée de la Durance ont laissé sur place de nombreux blocs erratiques ; lors de l'érosion des flancs de la vallée, les plus gros de ces blocs ont provoqué la formation de Demoiselles coiffées qui constituent actuellement deux beaux ensembles au-dessus du village.
- Les gisements calcaires sont parcourus par plusieurs cours d'eau souterrains, donnant des sources pétrifiantes dont la plus importante est la source du moulin, qui sourd d'une profonde grotte à l'ouest du village, au quartier de l'Écluse, et qui alimentait un moulin à grain en contrebas. Son rejet vers la Durance forme une cascade pétrifiante aux effets spectaculaires par les dépôts de calcaire dissous sur tout objet arrosé suffisamment longtemps. Un autre effet impressionnant de cette activité souterraine est la formation de dolines, dépressions dues à l'effondrement de tunnels creusés par les cours d'eau souterrains. Plusieurs de ces formations sont visibles à l'ouest du village, dont le fameux « trou de l'Écluse », très profond et aux parois abruptes. Enfin, la nature de ces eaux et leur écoulement à la surface du sol, ont amené la formation de tufières qui ont longtemps servi de carrières pour les constructions du village, faisant office de pierres de taille à la fois économiques et d'un travail facile. La plupart des éléments de façade des anciennes maisons, des caves voûtées du village, sont entièrement construites avec ce matériau.

### Patrimoine architectural

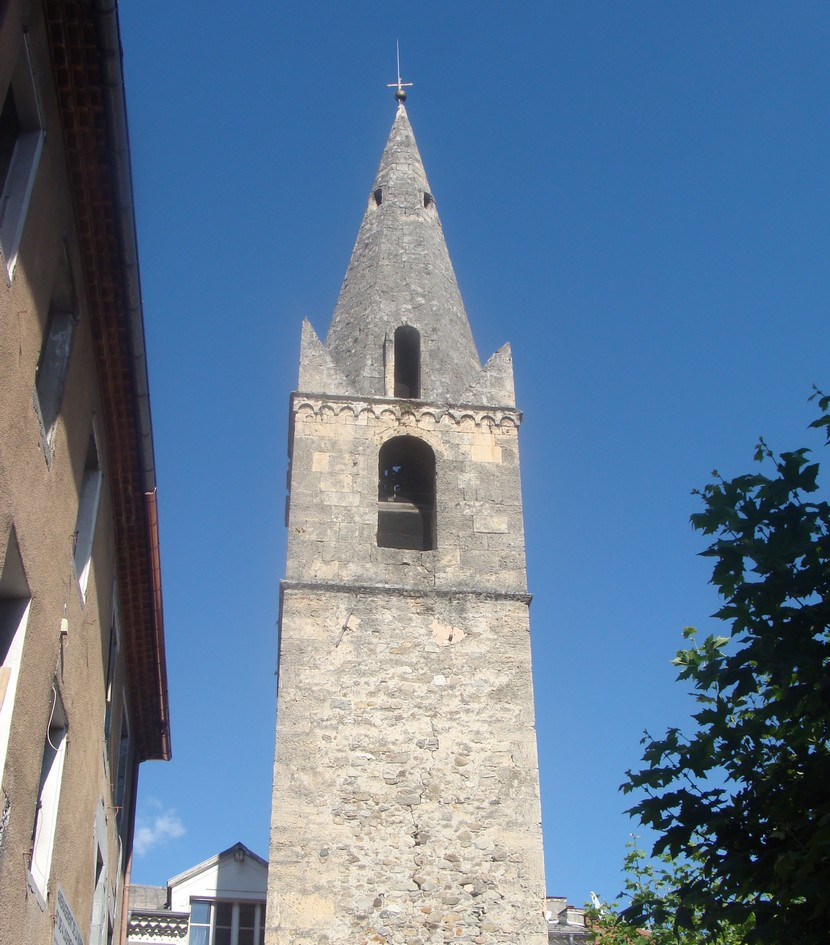
Le clocher.

- Église Saint-Sébastien de Remollon.
- Le clocher (XVIe siècle), typique du style haut-alpin avec sa haute flèche de pierre et ses quatre pyramidons d'angle. Actuellement solitaire sur la place du village, il était attenant à l'église Saint-Pierre à présent disparue.
- La Bourgade, ou vieux village, comprend toute la partie située au sud de la route départementale. Rues étroites et pentues serpentant entre de hautes bâtisses, passages voûtés et vieilles portes aux inscriptions séculaires sont typiques d'un très ancien village.
- La chapelle Notre-Dame de Clémence, souvent appelée aussi chapelle Saint-Roch, se dresse sur un piton rocheux un peu en amont du village. Elle a été construite en 1854 par la population de Remollon, en remerciement à la Vierge de l'avoir protégée de la terrible épidémie de choléra qui a ravagé toute la région en juillet et août de cette année. C'est cette même épidémie qui a constitué le cadre dramatique du roman de Jean Giono Le Hussard sur le toit, ses personnages principaux terminant d'ailleurs l'histoire au village voisin de Théus. Le style architectural de la chapelle est analogue à celui de la chapelle Saint-Michel qui domine l'ancien village englouti de Savines, et qui émerge de nos jours sur un petit îlot du lac de Serre-Ponçon.

### Personnalités liées à la commune
- Pascal Joseph Faure, homme politique né le 3 mars 1798 à Remollon (Hautes-Alpes) et mort le 17 juillet 1864 à Paris, député des Hautes-Alpes.

### Héraldique
| Blason de Remollon | Blason  | Coupé : au 1er d'azur à deux chevrons d'or accompagnés de trois besants d'argent, deux en chef et un en pointe, et au 2e d'or à un arbre de sinople, issant de la pointe. |
| Blason de Remollon | Détails | Le statut officiel du blason reste à déterminer. |